# Real Club Náutico de Torrevieja

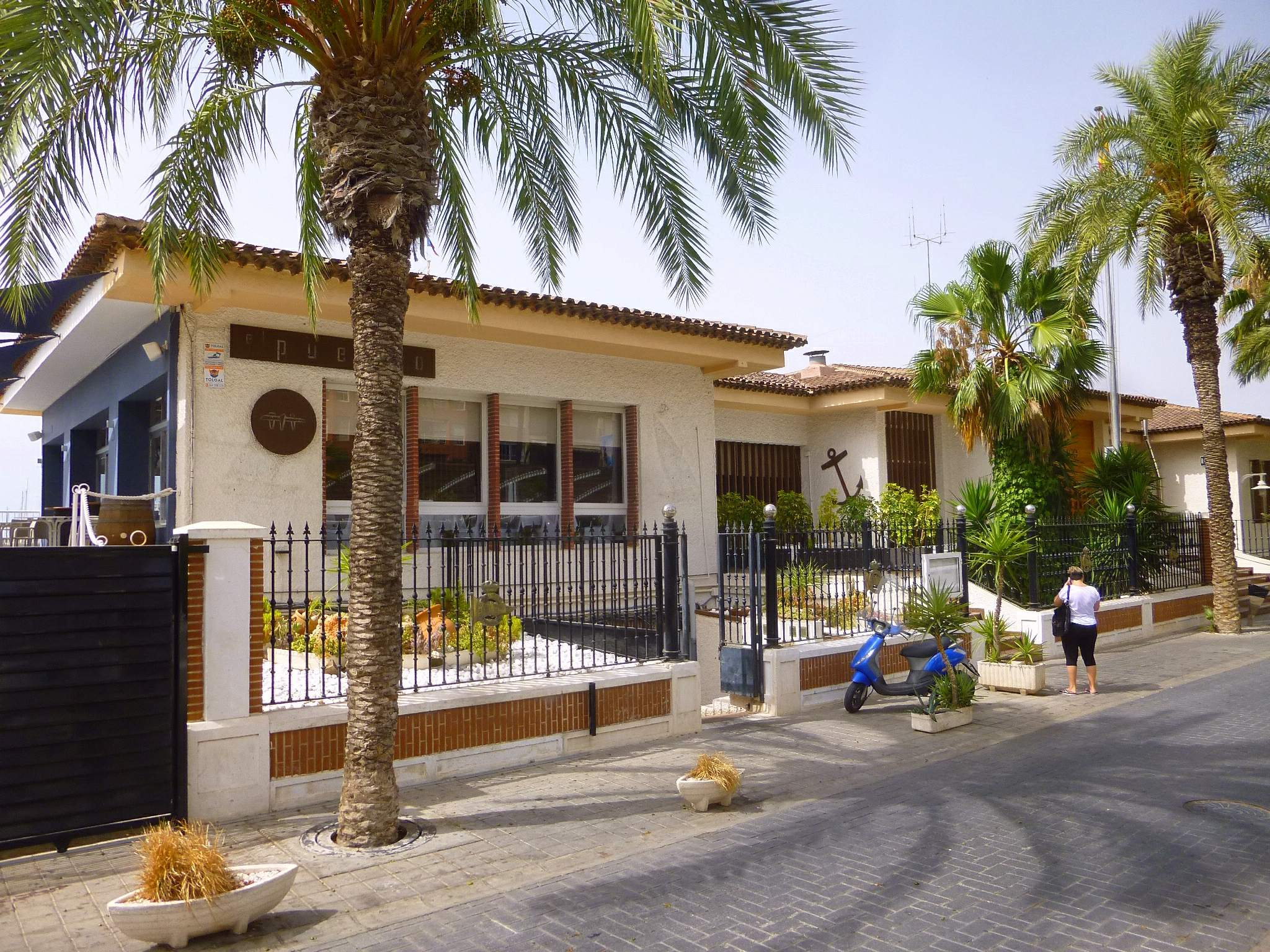

El Real Club Náutico de Torrevieja (RCNT) es un club náutico situado en el Paseo Marítimo de Torrevieja, provincia de Alicante (Comunidad Valenciana, España). 
El Club cuenta con más de 1900 socios. Dispone de dos escuelas: de vela y de remo. 

## Historia
El día 21 de mayo de 1966 se firmó en el casino de Torrevieja el acta oficial de la primera Junta Directiva del Club Náutico de Torrevieja y en 1967 se empieza a construir su sede, que en un principio, se iba a construir en las antiguas Eras de la Sal, pero se denegaron unos permisos, lo que llevó a retrasar el proyecto. Fue inaugurada el 30 de mayo de 1969 por Gregorio López-Bravo, ministro de asuntos exteriores. En 1971 le fue concedido el título de "Real", pasando a denominarse Real Club Náutico de Torrevieja.

## Instalaciones
El RCNT gestiona 570 amarres en el Puerto Deportivo de Torrevieja, donde también explotan amarres la Marina Salinas y la Marina Internacional. Todos los amarres del RCNT cuentan con agua potable y luz, sistema de seguridad con circuito cerrado de TV y guardamuelles privados, servicio de marinería nocturno, y sistema contraincendios. El club dispone de una embarcación para asistencia en la mar (sólo para socios), grúa de 25 Tm, botiquín, vestuarios, y lavandería.
La eslora máxima permitida es de 50 m, y el calado máximo de 4,5 m.
Bocana de 5 m.
El puerto deportivo viene obteniendo la Bandera Azul que otorga la Fundación Europea de Educación Ambiental desde 1992.